# Molgula lapidifera
Molgula lapidifera is een zakpijpensoort uit de familie van de Molgulidae. De wetenschappelijke naam van de soort is voor het eerst geldig gepubliceerd in 1941 door Redikorzev.